# Nils Frykman
Nils Frykman, född 20 oktober 1842 i Sunne socken i Värmland, död 30 mars 1911 i Minneapolis, var folkskollärare i Sunne i Värmland, predikant i Sverige och USA, sångdiktare och kompositör. Hans söner Andrew T Frykman och Carl M Frykman var bosatta i USA. Andrew startade en radiostation och översatte sånger, Carl var elektriker och tonsättare. Nils Frykman är begravd i Minneapolis.
Nils Frykman var son till bonden Lars Larsson. Han blev elev vid folkskollärarseminariet i Karlstad 1866 och avlade folkskollärarexamen där 1868. Därefter verkade han som lärare i Grums och därefter i Norrköping 1870–1875, innan han 1875–1883 verkade som folkskollärare i Östanbjörke skola i Sunne socken. Frykman var influerad av P.P. Waldenströms åsiker och i samband med biskopsvisitationen 1880 anmäldes han och andra lärare för att hysa "waldenströmska åsikter i försoningsfrågan och separatistiska tendenser i fråga om nattvarden", vilket 1881 ledde till en varning och uppmaning att ändra åsikter. Beslutet upphävdes 1882 men samma år lät Frykman en lekman döpa ett av sina barn vilket ledde till en ny varning. Han försökte få denna varning upphävd men sedan han misslyckats med detta valde han att ta avsked från sin lärartjänst. Han verkade därefter som resepredikant i Värmland, till dess han fick kallelse till en predikanttjänst i Chicago och emigrerade till USA. 1899 flyttade han till Minnesota där han blev predikant i en församling i Salem vid Kerkhoven fram till 1907.
Nils Frykman finns representerad i 1986 års psalmbok med texten till fem verk (nr 13, 101, 118, 262, 318) samt med både text och melodi till ett verk (nr 302) därtill finns han representrad i flera andra psalmböcker: Ancora 1901, Guds lov 1935, EFS-tillägget 1986, Psalmer och Sånger 1987 (P&S), Frälsningsarméns sångbok 1990 (FA) med flera. Genom sina positiva och glada texter har han kommit att kallas "Den kristna glädjens sångare".

## Psalmer
- Ack, varför nu gråta (nr 771 i EFS-tillägget 1986 med flera) Finns på Wikisource.
- En kväll jag satt och blicken sänkte (Herde-Rösten 1892 nr 380)
- Framåt, det går igenom (P&S nr 657) från 1882 Finns på Wikisource.
- Fröjdas, vart sinne (1986 nr 118) från 1881 Finns på Wikisource.
- Glad i mitt sinn jag sjunga vill (Herde-Rösten 1892 nr 56) Finns på Wikisource.
- Glad som fågeln på sin gren i lunden (Segertoner 1930 nr 9) Finns på Wikisource.
- Helga min själ och sinn, Pilgrimstoner 1887. Finns på Wikisource.
- Jag har en vän som älskar mig (P&S nr 372) från 1895 Finns på Wikisource.
- Jag har i himlen en vän så god (Herde-Rösten 1892 nr 463, P&S nr 606) Finns på Wikisource.
- Jag är så hjärtligt nöjd och glad (FA nr 693)
- Jesus, om dig vill jag sjunga (nr 40 Lova Herren 1988)
- Jesu kära brud (nr 504 Nya Pilgrimssånger 1892, nr 167 i Guds lov 1935) Finns på Wikisource.
- Min framtidsdag är ljus och lång (1986 nr 302) text och musik från 1883 Finns på Wikisource.
- Min Gud, när jag betänker (1986 nr 13) från 1876 Finns på Wikisource.
- Mitt hem är ej på jorden (Herde-Rösten 1892 nr 186) Finns på Wikisource.
- Nattens skuggor sakta viker (1986 nr 318) från 1889 Finns på Wikisource.
- Nu är jag nöjd och glader (FA nr 582) Finns på Wikisource.
- När nattens ängel ljuf och blid i Ancora 1901. Finns på Wikisource.
- O Jesus, hur ljuvt är ditt namn Finns på Wikisource.
- O sällhet stor, som Herren ger (1986 nr 262) från 1877 Finns på Wikisource.
- Uti nödens timma i Ancora 1901. Finns på Wikisource.
- Vem som helst kan bli frälst (Nya Pilgrimssånger 1892 nr 168) Finns på Wikisource.
- Vår store Gud gör stora under (1986 nr 101) från 1877. Finns på Wikisource.
- Välsigna, Gud, vårt fosterland Finns på Wikisource.